# Densité de charge
Pour les articles homonymes, voir Densité (homonymie).
La densité de charge électrique désigne la quantité de charge électrique par unité d'espace. Selon que l'on considère un problème à 1, 2 ou 3 dimensions, c'est-à-dire une ligne, une surface ou un volume, on parlera de densité linéique, surfacique ou volumique de charge. Leurs unités sont respectivement le coulomb par mètre (C/m), le coulomb par mètre carré (C/m2) et le coulomb par mètre cube (C/m3) dans le Système international. Comme il existe des charges négatives comme des charges positives, la densité de charge peut prendre des valeurs négatives. Comme  n'importe quelle densité, elle peut varier selon la position. Il ne faut pas la confondre avec la densité de porteurs de charges.
Dans la suite, nous considérerons le cas de la densité volumique de charge, les autres cas s'en déduisant facilement par analogie, sauf le cas des liens avec le champ électrique, qui n'a guère de sens physique à 1 ou 2 dimensions.

## Densité de charge en physique classique
La définition générale de la densité de charge dans un volume est la fonction {\displaystyle \rho _{q}(\mathbf {r} )} de la position {\displaystyle \mathbf {r} } qui pour n'importe quel volume {\displaystyle V} donne la charge {\displaystyle Q} qui y est contenue par la relation :
{\displaystyle Q=\int _{V}\rho _{q}(\mathbf {r} )\,\mathrm {d} \mathbf {r} }

### Densité de charge homogène
Dans le cas particulier d'une densité de charge homogène, c'est-à-dire indépendante de la position, et égale à {\displaystyle \rho _{q0}\ }, la définition de la densité se simplifie en :
{\displaystyle Q=V\,\rho _{q0}}
car on peut sortir {\displaystyle \rho _{q0}} de l'intégrale de définition, qui se réduit alors à {\displaystyle V}.

### Charges discrètes
Il arrive que la charge dans une région se compose de {\displaystyle N} porteurs de charge que l'on peut assimiler à des charges ponctuelles, comme des particules chargées. Dans ce cas, on exprimera la densité de charge par des distributions δ de Dirac (appelées souvent improprement fonctions de Dirac). Par exemple, la densité de charge au point {\displaystyle \mathbf {r} } pourra être :
{\displaystyle \rho _{q}(\mathbf {r} )=\sum _{i=1}^{N}\,q_{i}\,\delta (\mathbf {r} -\mathbf {r} _{i})}
pour des particules de charge {\displaystyle q_{i}} aux points {\displaystyle \mathbf {r} _{i}}.
Si toutes les particules ont la même charge {\displaystyle q_{i}\,=\,q}, on peut relier la densité de charge {\displaystyle \rho _{q}(\mathbf {r} )} à la densité de porteurs de charge {\displaystyle n(\mathbf {r} )} par :
{\displaystyle \rho _{q}(\mathbf {r} )\,=\,q\,n(\mathbf {r} )}

### Densité de charge et champ électrique
La densité de charge est reliée au déplacement électrique {\displaystyle \mathbf {D} (\mathbf {r} )\,=\,\varepsilon _{0}\,\mathbf {E} (\mathbf {r} )} où {\displaystyle \varepsilon _{0}} est la permittivité du vide et {\displaystyle \mathbf {E} (\mathbf {r} )} le champ électrique par l'équation :
{\displaystyle \nabla \cdot \mathbf {D} (\mathbf {r} )\,\equiv \,\mathrm {div} \,\mathbf {D} (\mathbf {r} )\,=\,\rho _{q}(\mathbf {r} )}
Par le théorème de flux-divergence, on obtient la forme intégrale :
{\displaystyle \int \!\!\int _{S}\,\mathbf {E} \,\cdot \,d\mathbf {S} \,=\,Q_{\mathrm {int{\acute {e}}rieur} }\,/\,\varepsilon _{0}}
où {\displaystyle S} est une surface fermée enfermant la charge {\displaystyle Q_{\mathrm {int{\acute {e}}rieur} }} .
Cette équation est le théorème de Gauss, qui est une généralisation de la loi de Coulomb.

## Densité de charge en physique quantique

### Cas d'une particule
En mécanique quantique, la densité de charge correspondant à un porteur de charge {\displaystyle q}  est reliée à sa fonction d'onde {\displaystyle \psi (\mathbf {r} )}   par :
{\displaystyle \rho _{q}(\mathbf {r} )\,=\,q\;|\psi (\mathbf {r)} |^{2}}
avec une fonction d'onde normalisée à l'unité par :
{\displaystyle \int |\psi (\mathbf {r} )|^{2}\,\mathrm {d} \mathbf {r} \,=\,1}

### Cas denparticules
Dans le cas de {\displaystyle n} particules, la fonction d'onde dépend de l'ensemble des positions {\displaystyle \mathbf {r} _{i}}  de toutes les particules, et comprend en particulier en général des corrélations, qui empêchent d'appliquer simplement la formule précédente. 
Il faut exprimer la contribution de chacune des particules, de charge {\displaystyle q_{i}} , en faisant la moyenne sur les positions de toutes les autres particules, puis faire la somme de ces contributions :
{\displaystyle \rho _{q}(\mathbf {r} )\,=\,\sum _{i=1}^{n}\,q_{i}\,\int \mathrm {d} \mathbf {r} _{1}\,\ldots \,\int \mathrm {d} \mathbf {r} _{i-1}\,\int \mathrm {d} \mathbf {r} _{i+1}\,\ldots \,\int \mathrm {d} \mathbf {r} _{n}\,|\psi (\mathbf {r} _{1},\,\ldots \,,\mathbf {r} _{i-1},\ \mathbf {r} ,\ \mathbf {r} _{i+1},\,\ldots \,,\mathbf {r} _{n})|^{2}}
Une fois obtenue la distribution de charge, les considérations similaires à celles données pour le cas de la physique classique permettent de relier la densité de charge au champ électrique classique. 
Si l'on veut un formalisme quantique complet, l'expression par des fonctions d'onde n'est pas suffisante : il faut les remplacer  par des opérateurs, ainsi alors que le champ électrique.

## Applications
La position des porteurs de charge, ou en général la densité de charge, évoluent. Ce phénomène implique l'existence d'un courant électrique, en raison de la conservation de la charge électrique qui relie directement la variation de la densité de charge à la divergence de la densité de courant. Il faut donc savoir dériver les relations précédentes par rapport au temps pour obtenir la dérivée de la densité de charge.